# San Juan (Kostaryka)
San Juan de Tibás – miasto w Kostaryce; w prowincji San José; 26 300 mieszkańców (2006). Przemysł spożywczy, włókienniczy.

## Transport

### Transport drogowy
Przez San Juan przebiegają następujące drogi krajowe:
- Droga krajowa nr 101
- Droga krajowa nr 102
- Droga krajowa nr 117